# Frontinellina
Frontinellina van Helsdingen, 1969 è un genere di ragni appartenente alla famiglia Linyphiidae.

## Distribuzione
Le tre specie oggi note di questo genere sono state rinvenute in Europa, Africa e Asia.

## Tassonomia
Dal 2006 non sono stati esaminati esemplari di questo genere.
A giugno 2012, si compone di tre specie:
- Frontinellina dearmata (Kulczyński, 1899) — Madeira
- Frontinellina frutetorum (C. L. Koch, 1834)[3] — Regione paleartica
- Frontinellina locketi van Helsdingen, 1970 — Sudafrica

### Sinonimi
- Frontinellina congener (O. P.-Cambridge, 1872); trasferita dal genere Lepthyphantes Menge, 1866, e riconosciuta sinonima di F. frutetorum (C. L. Koch, 1834) a seguito di un lavoro di Bosmans (1994a)[1].
- Frontinellina frutetorum nigra (Giltay, 1932); trasferita dal genere Linyphia e riconosciuta sinonima di F. frutetorum (C. L. Koch, 1834) a seguito di un lavoro di Helsdingen del 1970[1].
- Frontinellina frutetorum occidentalis (Simon, 1929); trasferita dal genere Linyphia e riconosciuta sinonima di F. frutetorum (C. L. Koch, 1834) a seguito di un lavoro di van Helsdingen del 1970[1].
- Frontinellina frutetorum punctiventris (Kulczyński, 1894); trasferita dal genere Linyphia e riconosciuta sinonima di F. frutetorum (C. L. Koch, 1834) a seguito di un lavoro di van Helsdingen del 1970[1].